# Christopher Eccleston
Christopher Eccleston (Salford, 16 febbraio 1964) è un attore britannico.
È principalmente noto per essere stato la nona incarnazione del personaggio del Dottore, protagonista della serie televisiva britannica Doctor Who.

## Biografia
Nato in una famiglia della classe operaia a Langworthy nell'area di Pendleton, Salford, Lancashire, Eccleston è il più giovane dei tre figli di Elsie e Ronnie Eccleston. I suoi fratelli, Alan e Keith, sono gemelli, più grandi di lui di otto anni. La famiglia ha vissuto in una piccola villetta a schiera in Blodwell Street fino alla fine degli anni sessanta, quando si trasferirono a Little Hulton. Eccleston studiò al Joseph Eastham High School, dove divenne head boy. All'età di 19 anni, venne ispirato alla professione di attore da fiction televisive come Boys from the Blackstuff.
Eccleston completò un Performance Foundation Course di due anni alla Salford Tech prima di passare ad esercitarsi presso la Central School of Speech and Drama.
Come attore, fu influenzato nei suoi primi anni dal film di Ken Loach Kes e dalla performance di Albert Finney in Sabato sera, domenica mattina, ma ben presto si trovò a svolgere i classici, comprese opere di Shakespeare, Chekhov e Molière. All'età di 25 anni, Eccleston fece il suo debutto professionale nella produzione della Bristol Old Vic Un tram che si chiama Desiderio. Sottoccupato come attore per alcuni anni dopo la laurea, Eccleston fece una serie di lavoretti in un supermercato, nei cantieri edili, e come modello per un artista.

### Carriera
Il primo ruolo di Eccleston noto all'attenzione pubblica è stato quello di Derek Bentley nel film del 1991 Let Him Have It; nello stesso periodo egli compare in un episodio dell'Ispettore Morse, "Second Time Around". Un ruolo regolare nella serie televisiva Cracker (1993-1994) lo portò alla notorietà nel Regno Unito, ruolo da cui si tolse volontariamente facendo uccidere il suo personaggio dal serial killer Albie Kinsella, interpretato dal famoso attore Robert Carlyle, nell'ottobre del 1994.
Da allora ha partecipato a numerose serie televisive, produzioni teatrali e ha interpretato diversi ruoli cinematografici, come la parte del Duca di Norfolk in Elizabeth o quella del sadico gangster Raymond Calitri nel film Fuori in 60 secondi; è stato parte del cast di film come The Others, insieme a Nicole Kidman, Jude, con Kate Winslet, e Verità apparente, con Cameron Diaz. Ha partecipato al film G.I. Joe - La nascita dei Cobra nel ruolo del terrorista James McCullen XXIV, alias Destro. Ha partecipato al film del Marvel Cinematic Universe Thor: The Dark World nel ruolo del villain Malekith. Ha partecipato allo show inglese Top Gear e ha fatto un'apparizione come special guest nella serie televisiva Heroes. Nel 2010 ha interpretato John Lennon per il film Lennon Naked - Essere John Lennon.

#### Doctor Who
Il 2 aprile 2004 venne annunciato che Eccleston avrebbe interpretato la nona incarnazione del Dottore nel rilancio della serie fantascientifica della BBC Doctor Who, che iniziò le trasmissioni il 26 marzo 2005. Eccleston è stato il primo attore ad interpretare il ruolo del Dottore nato dopo che la serie di Doctor Who era già cominciata, anche se per meno di tre mesi. Il 30 marzo 2005 la BBC ha rilasciato una dichiarazione, apparentemente di Eccleston, secondo cui egli aveva deciso di lasciare il ruolo del Dottore dopo una sola serie perché temeva di essere identificato con il ruolo, impedendogli l'assunzione a ruoli diversi (Typecasting). Il 4 aprile 2005, la BBC ha rivelato che la "dichiarazione" di Eccleston era stata falsamente attribuita e pubblicata senza il suo consenso. La BBC ammise di aver rotto un accordo stipulato in gennaio secondo cui essa non avrebbe dovuto divulgare pubblicamente che Eccleston avrebbe partecipato a una sola serie. La dichiarazione venne fatta a seguito delle domande fatte in proposito dai giornalisti per l'ufficio stampa.
L'11 giugno 2005, nel corso di un'intervista alla BBC radio, alla domanda se gli fosse piaciuto lavorare per Doctor Who, Eccleston rispose dicendo "Mixed, but that's a long story" ("Più o meno, ma è una lunga storia"). Le ragioni per le quali Eccleston ha lasciato il ruolo continuano ad essere dibattute nei giornali della Gran Bretagna: il 4 ottobre 2005 Alan Davies disse sul The Daily Telegraph che Eccleston era "oberato di lavoro" dalla BBC, e aveva lasciato il ruolo perché "esausto". Dieci giorni dopo, Eccleston disse al Daily Mirror che ciò non era vero, e espresse una certa irritazione a Davies per i suoi commenti. In un'intervista del 2010, Eccleston ha rivelato di aver lasciato lo show perché "non gli piaceva l'ambiente e la cultura in cui il cast e la troupe hanno dovuto lavorare", ma che era orgoglioso di aver svolto il ruolo del Dottore.
Il 7 novembre 2008, presso il Royal National Theatre dov'era per promuovere il suo libro The Writer's Tale, Russell T. Davies disse che il contratto di Eccleston era di solo un anno perché non si era certi che lo show sarebbe continuato oltre una singola serie. Col senno di poi, disse, è stato un enorme successo, ma al tempo vi erano dei dubbi all'interno della BBC. Per la sua interpretazione del Dottore, Eccleston è stato votato come "Attore più popolare" ai National Television Awards del 2005.
Nel luglio del 2012, nel corso di una conferenza presso il Royal National Theatre Eccleston parlò positivamente del suo tempo in Doctor Who. Ciò portò alla speculazione secondo cui egli stesse pensando di fare ritorno nel ruolo del Nono Dottore per il 50º anniversario dello show (fine 2013). L'interprete dell'Undicesimo Dottore, Matt Smith, dichiarò che gli sarebbe piaciuto che Eccleston fosse tornato. Tuttavia, dopo aver discusso con il produttore esecutivo Steven Moffat, Eccleston ha rifiutato il ruolo, anche se parte del suo volto è stata ricostruita digitalmente nella scena della rigenerazione del War Doctor vista nell'episodio speciale per il 50º anniversario.

### Vita privata
Dalla moglie Mischka (con cui è stato sposato dal 2011 al 2015), Eccleston ha avuto due figli, Albert (nato nel 2012) ed Esme (nata nel 2014).
Si dichiara ateo. È tifoso del Manchester Utd, ed è stato un maratoneta regolare fino al 2000. Nel settembre del 2007, come parte del suo piano di costruzione da 9,5 milioni di sterline, il Pendleton College di Salford ha nominato il suo nuovo teatro da 260 posti in onore di Eccleston come l'"Eccleston Theatre". Eccleston è un accanito sostenitore delle opere di beneficenza, ed è diventato un ambasciatore del Mencap il 28 aprile 2005; è inoltre un sostenitore della Croce Rossa Britannica.

## Filmografia

### Cinema
- Let Him Have It, regia di Peter Medak (1991)
- Death and the Compass, regia di Alex Cox (1992)
- Anchoress, regia di Chris Newby (1993)
- Piccoli omicidi tra amici, regia di Danny Boyle (1994)
- Death and the Compass, regia di Alex Cox (1996)
- Jude, regia di Michael Winterbottom (1996)
- Il gioco dei rubini, regia di Boaz Yakin (1998)
- Elizabeth, regia di Michael Hirst (1998)
- eXistenZ, regia di David Cronenberg (1999)
- Heart, regia di Charles McDougall (1999)
- With or Without You - Con te o senza di te, regia di Michael Winterbottom (1999)
- Fuori in 60 secondi, regia di Dominic Sena (2000)
- The Tyre – cortometraggio (2000)
- Verità apparente, regia di Adam Brooks (2001)
- The Others, regia di Alejandro Amenábar (2001)
- This Little Piggy – cortometraggio (2001)
- I Am Dina, regia di Ole Bornedal (2002)
- Revengers Tragedy, regia di Alex Cox (2002)
- 28 giorni dopo, regia di Danny Boyle (2002)
- Il risveglio delle tenebre, regia di David L. Cunningham (2007)
- New Orleans, Mon Amour, regia di Michael Almereyda (2008)
- G.I. Joe - La nascita dei Cobra, regia di Stephen Sommers (2009)
- Amelia, regia di Mira Nair (2009)
- The Happiness Salesman – cortometraggio (2010)
- Una canzone per Marion, regia di Paul Andrew Williams (2012)
- Thor: The Dark World, regia di Alan Taylor (2013)
- Legend, regia di Brian Helgeland (2015)
- Morto tra una settimana (o ti ridiamo i soldi) (Dead in a Week: Or Your Money Back), regia di Tom Edmunds (2018)
- Quando le mani si sfiorano, regia di Amma Asante (2018)
- La ragazza del mare (Young Woman at the Sea), regia di Joachim Rønning (2024)

### Televisione
- Blood Rights – serie TV, 1 episodio (1990)
- Casualty – serie TV, 1 episodio (1990)
- Ispettore Morse (Inspector Morse) – serie TV, 1 episodio (1991)
- Chancer – serie TV, 1 episodio (1991)
- Boon – serie TV, 1 episodio (1991)
- Poirot (Agatha Christie's Poirot) – serie TV, episodio 4x03 (1992)
- Friday on my Mind – serie TV, 3 episodi (1992)
- Cuentos de Borges – serie TV, 1 episodio (1992)
- Business with Friends, regia di Uwe Janson – film TV (1992)
- Rachel's Dream – cortometraggio TV (1992)
- Cracker – serie TV, 10 episodi (1993-1994)
- Hearts and Minds – serie TV, 4 episodi (1995)
- Our Friends in the North – miniserie TV (1996)
- Hillsborough – film TV, regia di Charles McDougall (1996)
- Killing Time – The Millennium Poem – documentario TV (1999)
- Clocking Off – serie TV, 2 episodi (2000)
- Wilderness Men – miniserie TV (2000)
- Strumpet, regia di Danny Boyle – film TV (2001)
- Linda Green – serie TV, 1 episodio (2001)
- Othello – film TV, regia di Geoffrey Sax (2001)
- Sunday, regia di Charles McDougall – film TV (2002)
- The King and Us, regia di Derek Wax – film TV (2002)
- Flesh and Blood, regia di Julian Farino – film TV (2002)
- The League of Gentlemen – serie TV episodio 3x06 (2002)
- The Second Coming – miniserie TV (2003)
- Doctor Who – serie TV - Nono Dottore, 13 episodi (2005)
- Top Gear – serie TV, 1 episodio (2005)
- Perfect Parents, regia di Joe Ahearne – film TV (2006)
- Heroes – serie TV, 5 episodi (2007)
- The Sarah Silverman Program – serie TV, 1 episodio (2008)
- Lennon Naked - Essere John Lennon (Lennon Naked), regia di Edmund Coulthard – film TV (2010)
- Accused – serie TV, episodio 1x01 (2010)
- The Shadow Line – serie TV, 7 episodi (2011)
- The Borrowers, regia di Tom Harper – film TV (2011)
- Blackout – miniserie TV (2012)
- Lucan, regia di Adrian Shergold – film TV (2013)
- The Life of Rock with Brian Pern – serie TV, 2 episodi (2015-2016)
- Fortitude – serie TV, 3 episodi (2015)
- Safe House – serie TV, 4 episodi (2015-2016)
- The A Word – serie TV, 6 episodio (2016)
- Brian Pern: A Tribute, regia di Rhys Thomas – film TV (2017)
- The Leftovers - Svaniti nel nulla – serie TV, 28 episodi (2014-2017)
- Come Home – serie TV, 3 episodi (2018)
- King Lear, regia di Richard Eyre – film TV (2018)
- True Detective – serie TV, 3 episodi (2024)

## Teatro (parziale)
- Un tram che si chiama Desiderio di Tennessee Williams. Bristol Old Vic di Bristol (1988)
- Donna Rosita nubile di Federico García Lorca. Bristol Old Vic di Bristol (1989)
- Bent di Martin Sherman. National Theatre di Londra (1990)
- La signorina Julie di August Strindberg. Haymarket Theatre di Londra (2000)
- Amleto di William Shakespeare. West Yorkshire Playhouse di Leeds (2002)
- Casa di bambola di Henrik Ibsen. Donmar Warehouse di Londra (2009)
- Antigone di Sofocle. National Theatre di Londra (2012)
- Macbeth di William Shakespeare. Barbican Centre di Londra (2018)

## Radio
| Anno | Titolo                                                          | Ruolo           |
| ---- | --------------------------------------------------------------- | --------------- |
| 1998 | Room of Leaves                                                  | Frank           |
| 1998 | Pig Paradise                                                    | Jack            |
| 2001 | Some Fantastic Place                                            | Narratore       |
| 2001 | Bayeux Tapestry ("L'Arazzo di Bayeux")                          | Harold          |
| 2002 | The Importance of Being Morrissey                               | Narratore       |
| 2002 | L'Iliade                                                        | Achille         |
| 2003 | Cromwell – Warts and All                                        | Narratore       |
| 2004 | Life Half Spent                                                 | Roger           |
| 2005 | Crossing the Dark Sea                                           | Squaddie        |
| 2005 | Sacred Nation                                                   | Narratore       |
| 2005 | Born to be Different                                            | Narratore       |
| 2005 | A Day in the Death of Joe Egg                                   | Brian           |
| 2005 | E=mc²                                                           | Narratore       |
| 2005 | Dubai Dreams                                                    | Narratore       |
| 2005 | Wanted: New Mum and Dad                                         | Narratore       |
| 2005 | Children in Need                                                | Narratore       |
| 2005 | This Sceptred Isle                                              | Vari personaggi |
| 2006 | The 1970s: That Was The Decade That Was                         | Narratore       |
| 2008 | The Devil's Christmas                                           | Narratore       |
| 2009 | Wounded                                                         | Narratore       |
| 2011 | The Bomb Squad                                                  | Narratore       |
| 2012 | Timeshift: Wrestling's Golden Age: Grapplers, Grunts & Grannies | Narratore       |

## Videoclip
- I Am Kloot – Northern Skies (1998)
- I Am Kloot – Proof (2003)

## Riconoscimenti
| Anno | Opera                    | Premio                         | Categoria                                                  | Risultato               |
| ---- | ------------------------ | ------------------------------ | ---------------------------------------------------------- | ----------------------- |
| 1997 | Jude                     | Golden Satellite Award         | Miglior performance in un film – categoria film drammatici | Candidato/a             |
| 1997 | Our Friends in the North | Broadcasting Press Guild Award | Miglior attore                                             | Vincitore/trice         |
| 1997 | Our Friends in the North | BAFTA Television Award         | Miglior attore                                             | Candidato/a             |
| 2003 | Flesh and Blood          | Royal Television Society Award | Miglior attore                                             | Vincitore/trice         |
| 2004 | The Second Coming        | BAFTA Television Award         | Miglior attore                                             | Candidato/a             |
| 2005 | Doctor Who               | TV Choice Award                | Miglior attore                                             | Vincitore/trice         |
| 2005 | Doctor Who               | National Television Awards     | Attore più popolare                                        | Vincitore/trice         |
| 2005 | Doctor Who               | Broadcasting Press Guild Award | Miglior attore                                             | Candidato/a             |
| 2006 | Doctor Who               | BAFTA Cymru                    | Miglior attore                                             | Candidato/a             |
| 2007 | Heroes                   | SyFy Genre Awards              | Miglior Special Guest                                      | Candidato/a (due volte) |
| 2011 | Accused                  | International Emmy Award       | Miglior attore                                             | Vincitore/trice         |

## Doppiatori italiani
Nelle versioni in italiano delle opere in cui ha recitato, Christopher Eccleston è stato doppiato da:
- Oreste Baldini in Piccoli omicidi tra amici, Il gioco dei rubini
- Gaetano Varcasia in Fuori in 60 secondi, I Am Dina
- Massimo Lodolo in 28 giorni dopo, G.I. Joe - La nascita dei Cobra
- Fabrizio Pucci in Doctor Who, Il risveglio delle tenebre
- Francesco Prando in Amelia, Fortitude
- Stefano Benassi in Thor: The Dark World, La ragazza del mare
- Massimo De Ambrosis in The Leftovers - Svaniti nel nulla, The A Word
- Pasquale Anselmo in True Detective, Morto tra una settimana (o ti ridiamo i soldi)
- Mauro Gravina in Jude
- Paolo Maria Scalondro in Elizabeth
- Neri Marcorè in eXistenZ
- Simone Mori in With or Without You - Con te o senza te
- Luca Ward in Verità apparente
- Gianluca Tusco in The Others
- Gianni Bersanetti in Heroes
- Christian Iansante in Lennon Naked - Essere John Lennon
- Massimiliano Manfredi in Una canzone per Marion
- Mario Cordova in Legend
- Alberto Bognanni in Quando le mani si sfiorano
- Dado Coletti in King Lear

Da doppiatore è sostituito da:
- Matteo De Mojana in LEGO Dimensions